# 帶紋光尾海龍
帶紋光尾海龍（学名：Festucalex cinctus），为輻鰭魚綱棘背魚目海龍魚科的其中一種，分布於西南太平洋區的澳洲海域，為特有種，棲息深度8-31公尺，體長可達13公分，棲息在礫石底質的海底。